# Jan Polanowski
Jan Polanowski herbu Pobóg – stolnik horodelski w latach 1765–1780, podczaszy horodelski w latach 1754–1765, sędzia kapturowy w 1764 roku.
W 1764 roku był elektorem Stanisława Augusta Poniatowskiego z województwa bełskiego.